# Episodi di Girlfriends (serie televisiva 2000) (quinta stagione)
| nº | Titolo originale                | Titolo italiano            | Prima TV USA      | Prima TV Italia |
| -- | ------------------------------- | -------------------------- | ----------------- | --------------- |
| 1  | L.A. Bound                      | La famiglia ritrovata      | 20 settembre 2004 | agosto 2007     |
| 2  | The Rabbit Died                 | Il nuovo arrivo            | 27 settembre 2004 |                 |
| 3  | A Mile in Her Loubous           | La litigata                | 4 ottobre 2004    |                 |
| 4  | The J-Spot                      | Il ristorante              | 11 ottobre 2004   |                 |
| 5  | Maybe Baby                      | Malcelata gelosia          | 18 ottobre 2004   |                 |
| 6  | Too Big For Her Britches        | Il licenziamento           | 25 ottobre 2004   |                 |
| 7  | The Mother of All Episodes      | L'equivoco (1)             | 8 novembre 2004   |                 |
| 8  | When Hearts Attack              | Attacco di cuore (2)       | 15 novembre 2004  |                 |
| 9  | Who's Your Daddy?               | Giro turistico             | 22 novembre 2004  |                 |
| 10 | Porn to Write                   | La crisi                   | 29 novembre 2004  |                 |
| 11 | All the Creatures Were Stirring | Natale a Portorico         | 13 dicembre 2004  |                 |
| 12 | P.D.A. - D.O.A.                 | L'antica fiamma            | 3 gennaio 2005    | 12 luglio 2008  |
| 13 | All in a Panic                  | Il punto interrotto        | 7 febbraio 2005   | 12 luglio 2008  |
| 14 | Great Sexpectations             | Romantico, ma non troppo   | 14 febbraio 2005  | 13 luglio 2008  |
| 15 | The Way We Were                 | Come eravamo               | 21 febbraio 2005  | 13 luglio 2008  |
| 16 | See J-Spot Run                  | L'inaugurazione            | 28 febbraio 2005  | 13 luglio 2008  |
| 17 | Good News, Bad News             | Nessuna nuova, buona nuova | 28 marzo 2005     | 19 luglio 2008  |
| 18 | Kids Say the Darndest Things    | La fuga                    | 25 aprile 2005    | 19 luglio 2008  |
| 19 | Finn-ished                      | La culla del bisnonno      | 2 maggio 2005     | 19 luglio 2008  |
| 20 | The Bridges of Fresno County    | Un locale esclusivo        | 9 maggio 2005     | 20 luglio 2008  |
| 21 | Wedding on the Rocks            | Addio al celibato          | 16 maggio 2005    | 20 luglio 2008  |
| 22 | ...With a Twist                 | Il lieto evento            | 23 maggio 2005    | 20 luglio 2008  |

## La famiglia ritrovata
- Titolo originale: L.A. Bound
- Diretto da: Sheldon Epps
- Scritto da: Mara Brock Akil

## Il nuovo arrivo
- Titolo originale: The Rabbit Died
- Diretto da: Sheldon Epps
- Scritto da: Mark Alton Brown, Dee LaDuke